# Hemigrammus barrigonae
Hemigrammus barrigonae är en fiskart som beskrevs av Eigenmann och Henn, 1914. Hemigrammus barrigonae ingår i släktet Hemigrammus och familjen Characidae. Inga underarter finns listade i Catalogue of Life.